# トリプルテスト
トリプルテスト（英: triple test）は、妊娠中期の妊婦に対して胎児の染色体異常（および神経管欠損症）の危険性を判定するために行なわれる検査で、母体血清マーカー検査の1つである。トリプルマーカー検査とも呼ばれる。
「多重マーカースクリーニングテスト」（multiple-marker screening test）という用語が代わりに使われることがある。この用語は「ダブルテスト」および「クアドラプルテスト」を含む（後述）。
トリプルテストは、α-フェトプロテイン（AFP）、エストリオール、β-hCGの血中濃度を測定し、検査の感度は70%、偽陽性率は5%である。アメリカ合衆国の一部の地域では「クアッドテスト」（インヒビンAを検査項目に加えることで、在胎週数15-18週に行われた時ダウン症の検出感度は81%、偽陽性率5%の結果が得られる）やその他の出生前診断技術によって補完されるが、カナダや他の国々ではいまだにトリプルテストが広く使われている。陽性の検査結果は染色体異常（および神経管欠損症）の危険性が高いことを意味し、このような患者は確定診断を得るために感度ならびに特異度がより高い検査（多くの場合は羊水穿刺の様な侵襲的方法）を受けることとなる。トリプルテストは、進歩した様々な後続技術の前身として理解することができる。ミズーリ州といった一部のアメリカの州では、低所得者向け医療費補助制度はトリプルテストのみが保障されるが、カリフォルニア州ではより正確なクアッドテストが全ての妊婦に対して提供される。

## 検査される疾患
この方法で検査できる最も一般的な異常は、21トリソミー（ダウン症候群）である。ダウン症候群に加えて、トリプルテストならびにクアドラプルテストはエドワーズ症候群として知られる胎児の18トリソミーや開放性神経管奇形を検査し、ターナー症候群や三倍体性、16トリソミーモザイク、胎児の死亡、スミス＝レムリ＝オピッツ症候群、ステロイドサルファターゼ欠損症のリスク増加を検出することもできる。

## 測定する値
トリプルテストは母体血清中の以下の3種のマーカーの濃度を測定する。
- α-フェトプロテイン（AFP）
- ヒト絨毛性ゴナドトロピン（hCG）
- 非抱合型エストリオール（UE3）

## 解釈
マーカーの濃度はある疾患のリスク増加あるいはリスクが低いことを示す。
| AFP | UE3 | hCG | 関連する疾患 |
| 低  | 低  | 高  | ダウン症候群 |
| 低  | 低  | 低  | 18トリソミー（エドワード症候群） |
| 高  | n/a | n/a | 神経管欠損症（羊水中のアセチルコリンエステラーゼの濃度増加と関連する二分脊椎症と似る）、臍帯ヘルニア、胃壁破裂、多胎、 在胎週数の過小評価 |

予測される危険性は、妊婦の年齢、妊婦が糖尿病患者であるか、双子を妊娠しているか、胎児の在胎週数によって計算・補正される。体重や民族性も補正に用いられることがある。これらの因子の多くが測定されるマーカーの濃度や結果の解釈に影響する。
- 妊婦の体重が増加すると、MSAFPの濃度は低下する
- アフリカ系アメリカ人の女性は、コーカソイドの女性よりも10-15%高いMSAFP濃度を示す（理由は不明）
- インスリン依存性糖尿病の女性は、そうでない女性よりも20%低いMSAFP濃度を示す
- 双子のような多胎妊娠は、それぞれの胎児がAFPを分泌するためMSAFPが上昇する
- 在胎週数の誤った推定は異常なMSAFP濃度の最も一般的な原因である

トリプルテストはスクリーニングのためのものであり、診断のためのものではない。そして、羊水穿刺あるいは絨毛採取とほぼ同じ予測力は有していない。しかしながら、患者の年齢と関連した危険性と併せると、より侵襲性の検査が必要かを決定するための手助けとして有用である。

## 変法
上記のホルモンの2種のみが検査される時は、ダブル（二重）テストと呼ばれる。クアッド（四重）テストはインヒビンというホルモンを追加で検査する。

### ダブルテスト
遊離β-hCGおよびAFPのみを測定する。しかしながら、妊婦の年齢、体重、民族性なども含める。イギリスでは、ダブルテストは時代遅れであると見なされている。

### クアドラプルテスト
二量体型インヒビンA（DIA）の濃度を検査する。インヒビンA (DIA) は21トリソミーの場合は高くなり、18トリソミーの場合は低くなる。
| インヒビンA | 関連する疾患                     |
| 高          | 21トリソミー（ダウン症候群）     |
| 低          | 18トリソミー（エドワード症候群） |
| 変動        | 13トリソミー（パトー症候群）     |